# Neuhausen ob Eck
Neuhausen ob Eck es un municipio alemán en el distrito de Tuttlingen en el estado federado de Baden-Wurtemberg.

## Toponimia
Neuhausen es un topónimo muy frecuente que significa hogar nuevo, mientras que el calificativo ob Eck refiere a la ubicación en un altiplano de una cadena de montañas del Jura de Hegovia llamada Eck, Ecke, Egg o Egge.

## Puntos de interés
- Museo al aire libre de Neuhausen ob Eck